# Kattsand

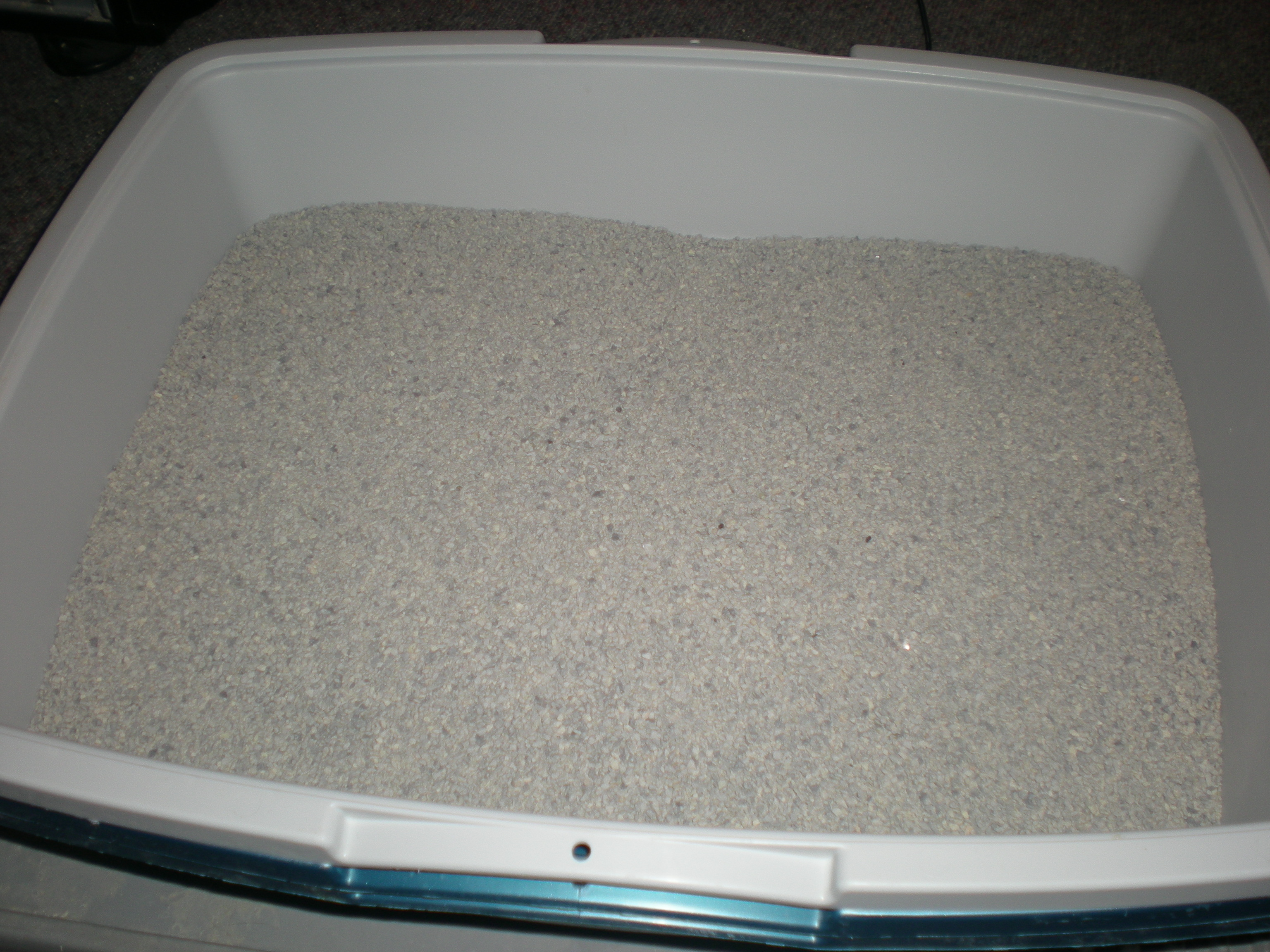
Kattsand i en kattlåda

Kattsand eller kattströ är konstgjort grus, pellets eller liknande som används i kattlådor för att suga upp urin och dölja motbjudande lukt när katter uträttar sina toalettbestyr.

## Innehåll och egenskaper
Det finns olika typer av kattsand, exempelvis kan den tillverkas av bentonit. Det är vanligt med konstgjort grus gjort av torkad lera, och pellets gjorda av pappersmassa eller träspån. Kristallkattsand, även kallad silica kattsand, är en sorts kattsand som är gjord av kiselsyragel.
Kattströ kan ha olika egenskaper. Den kan exempelvis vara klumpbildande eller icke-klumpbildande. Den klumpbildade bildar klumpar av kattens urin, som man sedan kan avlägsna utan att behöva tömma hela kattlådan.

## Användning och hygien
För att katten ska kunna gräva ordentligt i sanden och för att minimera risken för dålig lukt från urin i botten av kattlådan bör kattlådan fyllas med ett tjockt lager kattsand, 8–10 cm. Den orena kattsanden i kattlådan bör bytas ut regelbundet. Till det brukar användas en liten spade. Hur ofta beror på vilken typ av kattsand man använder och hur kräsna katterna är. Katter ogillar att gå på låda när det förekommer citrusdoft och det bör därför undvikas i kattlådan eller kattsanden, men kan däremot användas för att hålla katten borta från fel urineringsplatser. Vill man minska risken för att katten sprider ut kattströ i bostaden kan man lägga en matta framför kattlådan. Vanlig kattsand ska inte spolas ned i toaletten.

### Kattsmitta
Toxoplasmos är en kattsmitta som man kan få bland annat via direktkontakt med kattavföring. Infektionen kan leda till psykiska sjukdomar och påverka en persons riskbenägenhet. 30-50 procent av jordens befolkning eller knappt 20 procent i Sverige antas vara infekterade av smittan. Vid insjuknandet får den drabbade ofta lätta influensaliknande symtom, som därefter övergår i en kronisk och vilande fas som tidigare ansetts vara symptomfri. Toxoplasmos som tar sig till hjärnan kan vara dödlig för foster och personer med nedsatt immunförsvar. Därför bör inte gravida kvinnor byta sand i kattlådan.

## Alternativ till kattströ
Katter kan även urinera på vanlig sand, men eftersom den är finkornig och lätt fastnar exempelvis mellan kattens klor och sedan sprids ut i hemmet är den inte fördelaktig att använda i kattlådor. Rivet tidningspapper kan vara ett ekonomiskt alternativ till kattsand. Dock suger det inte upp fukt och lukt så effektivt. Dessutom finns risk att katten börjar uträtta bestyr på andra tidningar i hemmet.
Katter kan tränas till att uträtta sina toalettbestyr på familjens toalettfaciliteter och på så sätt slipper man använda kattlåda och undkommer utgiften som kattsand kan innebära. Övergången brukar ske stegvis och det finns särskilda toalettränings-kit på marknaden.

## Miljöpåverkan
I februari 2015 rapporterade Sveriges Television att den tunga leran som ofta finns i importerad kattsand är dålig för miljön. Det går inte att urvinna energi ur leran eftersom den inte kan förbrännas, utan istället hamnar på soptippen. Branschorganisationen Avfall Sverige ser det som problematiskt och rekommenderar att man använder mer miljövänliga alternativ som lokalproducerade biobaserade produkter, exempelvis pellets eller kattströ som görs på trä eller cellulosa.

## Bildgalleri

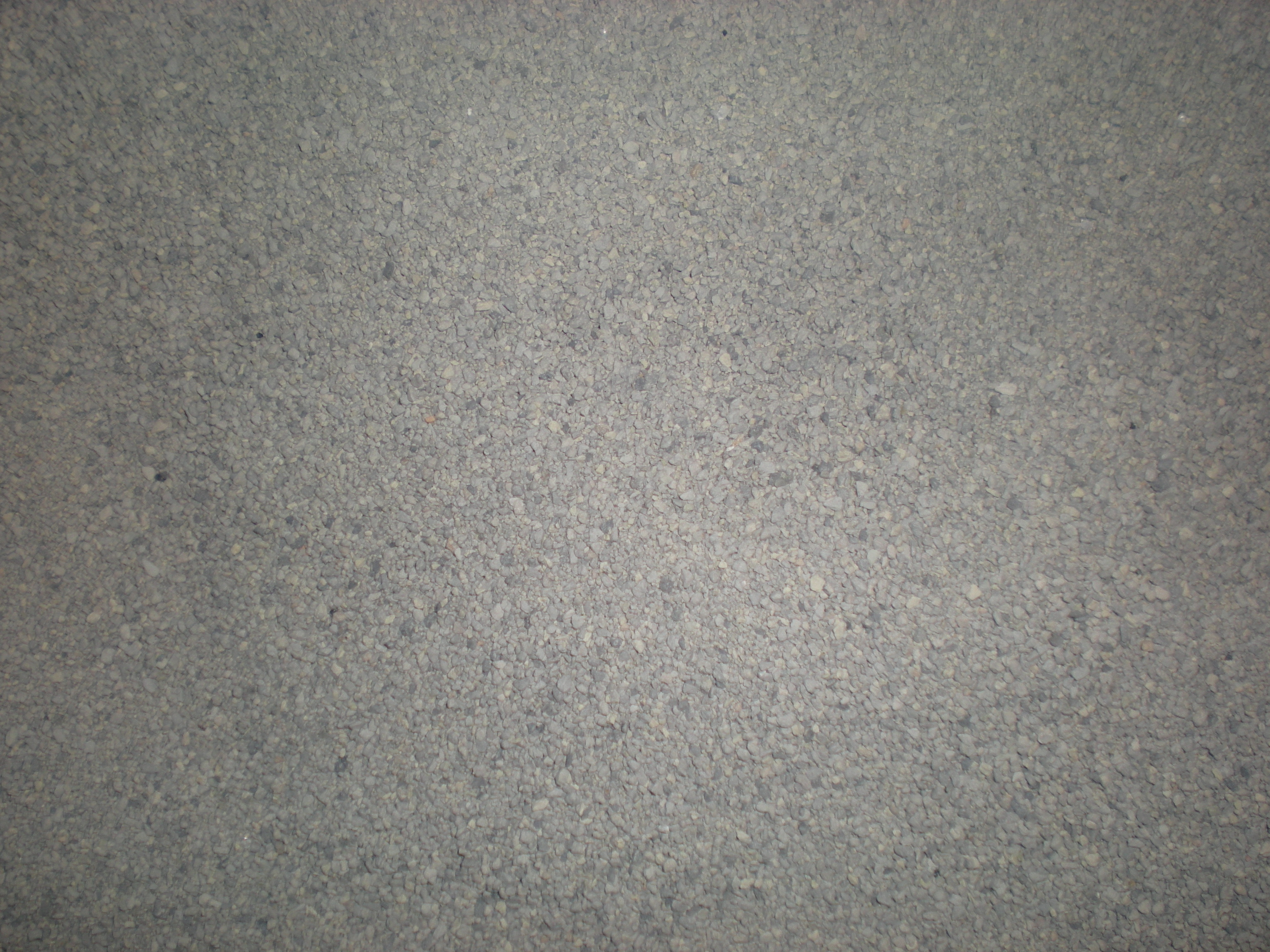
Kattströ
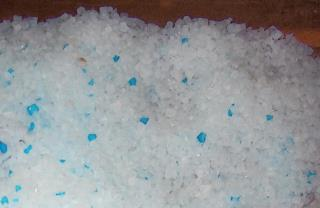
Kristall-kattsand
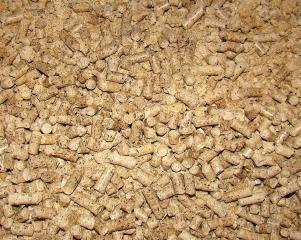
Pellets